# Claude Bornet
Pour les articles homonymes, voir Bornet.
Claude Bornet, né en 1733 à Paris où il est mort le 15 mars 1804, est un peintre, graveur et marchand d'estampes français.
Portraitiste en miniature, il aurait également, sans que l'on en ait la certitude, illustré par des gravures obscènes deux romans du marquis de Sade, et on lui attribue également, l'édition illustrée du Diable au corps d'Andréa de Nerciat.
Il avait épousé Charlotte de Noireterre.

## Œuvres

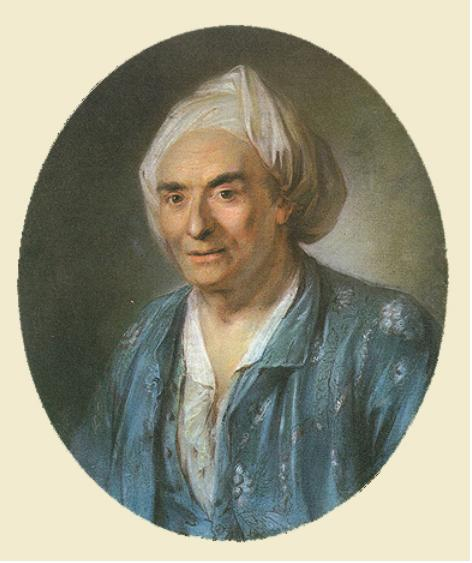
Portrait de Denis Diderot (1713-1784), 1763, pastel,.

### Portraits
- Portrait de Denis Diderot, 1763.
- Femme âgée en robe de soie mauve, 1767.
- Miniature représentant Mme Desprez (montée sur une boîte), miniature, XVIIIe siècle, Versailles, musée Lambinet.
- Portrait du Chevalier Thomas Mauduit, estampe, 4e quart XVIIIe siècle, Bordeaux, musée d'Aquitaine.
- Femme en buste, en robe bleue,dessin, miniature, 4e quart XVIIIe siècle, Caen, musée des beaux-arts.
- Portrait d'un jeune abbé, dessin, 3e quart XVIIIe siècle, Dijon, musée Magnin.
- Portrait de Jacques Gosseaume, miniature, 2e moitié XVIIIe siècle-1er quart XIXe siècle, Paris, musée du Louvre, département des Arts graphiques.
- Portrait de la princesse de Lamballe, à mi-corps, miniature, XVIIIe siècle, Paris, musée du Louvre département des Arts graphiques.
- Portrait de madame Charles Gosseaume, dessin, 3e quart XVIIIe siècle, Paris, musée du Louvre département des Arts graphiques.
- Portrait de monsieur Jacques Gosseaume, dessin, 3e quart XVIIIe siècle, Paris, musée du Louvre département des Arts graphiques.
- Portrait de Joseph Paul Augustin Cambefort, estampe gravée par Charles-Étienne Gaucher, 4e quart XVIIIe siècle, Bordeaux, musée d'Aquitaine.

### Contributions bibliophiliques
- Antoine Court de Gébelin, Le monde primitif analysé et comparé avec le monde moderne, 9 volumes, 41 planches dessinées par Claude Bornet et Clément-Pierre Marillier, Durand, Paris, 1775-1787.